# Гаррі Найквіст
Гаррі Найквіст (правильніше Нюквіст, англ. Harry Nyquist; 7 лютого 1889, Нільсбі, Швеція — 4 квітня 1976, Фарр, Техас) — один з піонерів теорії інформації.
Гаррі Нюквіст іммігрував до США в 1907 році, в 1912 році вступив до університету Північної Дакоти. Захистив дисертацію з фізики (Ph.D. in physics) в Єльському університеті в 1917 році. Найквіст працював у відділі розвитку та досліджень компанії AT&T's з 1917 по 1954 рік — аж до відходу на пенсію (з 1934 року лабораторія стала частиною в Телефонної Лабораторії Bell Labs).
Будучи інженером в Лабораторії Белла, Гаррі Найквіст провів важливі дослідження теплового шуму («шум Джонсона-Найквіста»), стійкості зворотного зв'язку в підсилювачах, а також з телеграфії, факсимільної передачі, телебачення та інших важливих телекомунікаційних проблем. З Гербертом І. Івсом, він допоміг розробити перший факсімільний апарат AT&T, який був представлений публіці в 1924 році.
Ранні роботи Найквіста по визначенню ширини частотного діапазону, необхідного для передачі інформації, були опубліковані в статті «Certain factors affecting telegraph speed» (Bell System Technical Journal, 3, 324—346, 1924) і заклали основи для подальших успіхів Клода Шеннона в розробці теорії інформації.
У 1927 році Найквіст визначив, що число незалежних імпульсів, які можуть бути передані в одиницю часу без спотворень, обмежене подвійною шириною частотного діапазону каналу зв'язку. Найквіст опублікував свої результати в статті «Певні Проблеми Теорії Телеграфної Передачі» (1928). Це правило пов'язане з відомою теоремою Найквіста-Шеннона. Подібні результати були отримані російським ученим Володимиром Котельниковим в 1933 році, в російськомовній літературі теорема називається теоремою Котельникова.

## Нагороди та звання
- Медаль пошани Інституту радіоінженерів в 1960 році за «фундаментальний внесок в кількісне розуміння теплового шуму, передачу даних і негативного зворотного зв'язку».
- Медаль Стюарта Баллатіна під Франкліновського інституту у жовтні 1960 року за «теоретичний аналіз та практичний внесок в області комунікаційних систем в останні 40 років, та оригінальну роботу по теорії телеграфної передачі, теплового шуму в електричних провідниках, і зворотного зв'язку».
- медаль Файндера, заснована Американською Національною Академією Інженерії в 1969 році «як визнання його фундаментального вкладу в інженерію».